# Konzeptsbeamter
Als Konzeptsbeamter wird in Österreich ein Beamter oder Vertragsbediensteter mit abgeschlossenem Studium der Rechtswissenschaften bezeichnet, welcher im Auftrag seiner Behörde vor allem Aktenbearbeitungen durchführt und Schriftstücke verfasst. Auch wenn der Begriff Konzeptsbeamter kein gesetzlich definierter Amtstitel oder Verwendungsbezeichnung ist, so ist er seit den Zeiten der Donaumonarchie bis heute gebräuchlich.

## Konzeptsbeamte bei Sicherheitsbehörden
Konzeptsbeamte der Sicherheitsbehörden („Polizeijuristen“), wie etwa Landespolizeidirektionen, werden beispielsweise als Referenten für strafrechtliche Vorgänge oder Verwaltungsakte eingesetzt. Sie sind vorwiegend im Innendienst eingesetzt, können jedoch, da es sich bei den meisten „Polizeijuristen“ um Organe des öffentlichen Sicherheitsdienstes handelt (§ 5 Abs. 2 Z. 3 Sicherheitspolizeigesetz), auch in Uniform, bewaffnet im Außendienst als Behördenvertreter fungieren.
Konzeptsbeamte sind auch als Schnellrichter tätig.

## Trivia
Der Begriff Konzeptsbeamter ist irreführend, da nach dem Pragmatisierungsstopp aus dem Jahr 1997 Vertragsbedienstete nicht mehr zu Beamten ernannt werden. Zwar werden Exekutivbedienstete nach wie vor pragmatisiert. „Polizeijuristen“ sind von dieser Ausnahme jedoch nicht betroffen.